# Дмитрощенко Валентин Степанович
Валентин Степанович Дмитрощенко (нар. 12 лютого 1933, Марганець, Дніпропетровська область,
УРСР) — радянський український футболіст та тренер, виступав на позиції воротаря.

## Кар'єра гравця
У 1956 році розпочав дорослу футбольну кар'єру в аматорському колективі Райуправління імені Дзержинського (Кривий Ріг). У 1957 році прийняв запрошення дніпропетровського «Металурга». У 1959 році захищав кольори «Металурга» (Ворошиловськ), а в 1960 році переїхав до «Хіміка» (Дніпродзержинськ). Влітку 1961 року підсилив запорізького «Металурга». З 1963 по 1964 року виступав за «Трубник» (Нікополь). У 1965 році повернувся до запорізького клубу, у футболці якого й завершив кар'єру футболіста.

## Кар'єра тренера
Кар'єра тренера розпочав по завершенні кар'єри футболіста. У другій половині сезону 1966 року, після звільнення Василя Брюшина, очолив криворізький «Кривбас». У 1967—1968 роках допомагав тренувати «Кривбас» (Кривий Ріг). Працював у ДЮСШ «Металург» (Запоріжжя). У 1985 році займав посаду старшого тренера «Олімпієць» (Приморськ).

## Досягнення

### Відзнаки
- Майстер спорту СРСР